# Wardaman
Wardaman är ett australiskt språk som talades av 50 personer år 1983. Wardaman talas i Nordterritoriet. Wardaman tillhör de gunwingguanska språken.